# 徳島県立21世紀館
徳島県立21世紀館（とくしまけんりつ21せいきかん）は、徳島県徳島市の文化の森総合公園（向寺山）の三館棟内にある、複合文化施設である。文化の森の中心となり、各館を結び付ける役割を果たしている。施設識別カラーは「緑色」。2000名が収容できる野外劇場も設置されている。

## 利用案内

### 開館時間
- 9:30 - 17:00

### 休館日
- 月曜日（月曜日が祝日にあたるときは、その翌日）

年末年始（12月29日 - 1月4日）

## 施設案内
- 1階 - エントランスホール
  - 多目的活動室
  - イベントホール
  - ミニシアター
  - 情報プラザ
  - ミュージアムショップ
  - レストラン

- 2階 - 中央ロビー
  - （徳島県立博物館）
  - （徳島県立鳥居龍蔵記念博物館）
  - （徳島県立近代美術館）
- 3階 - レファレンスルーム、情報文化実習室、事務室
- 屋外 - 野外劇場、シンボル広場

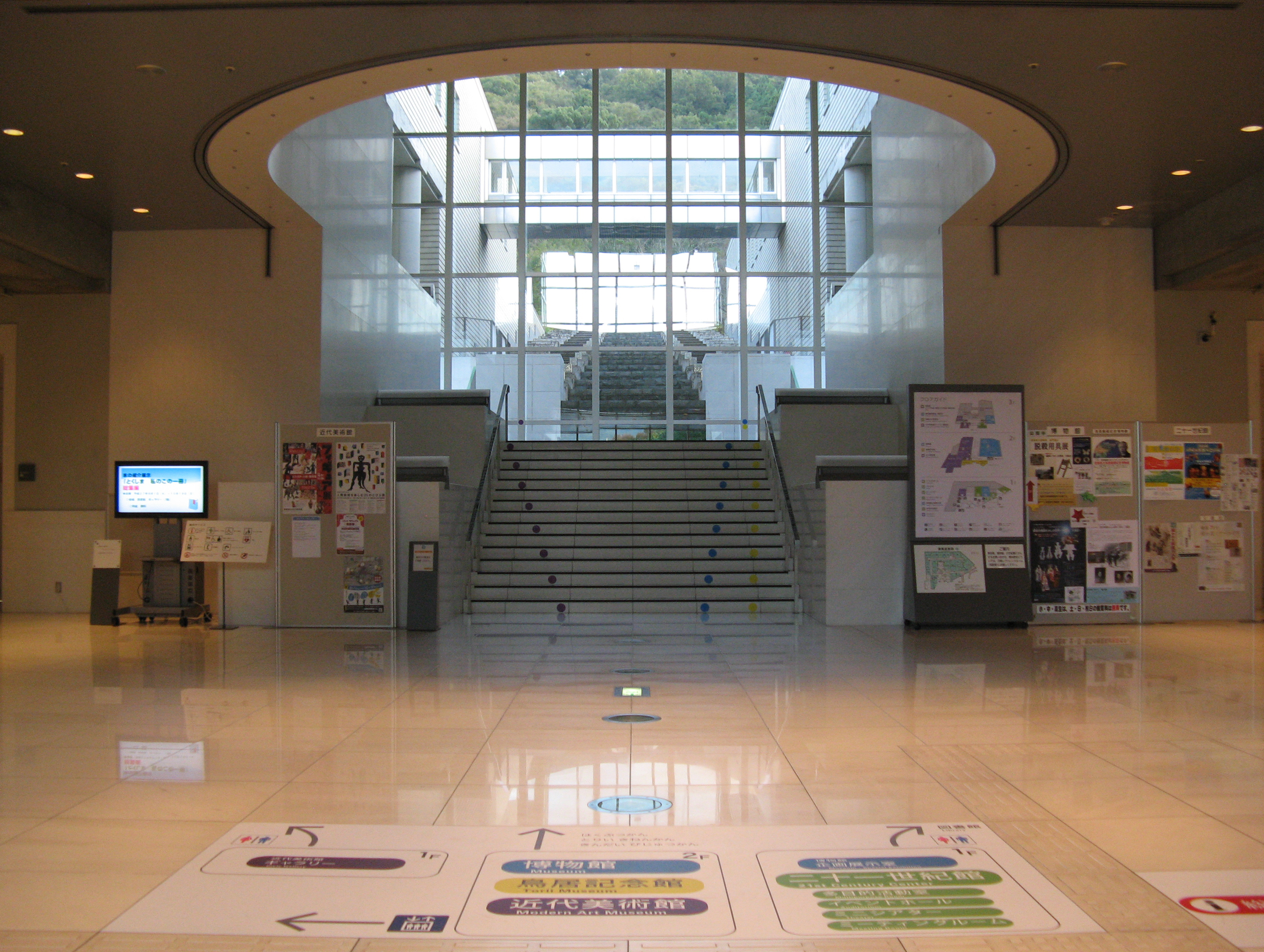
エントランスホール
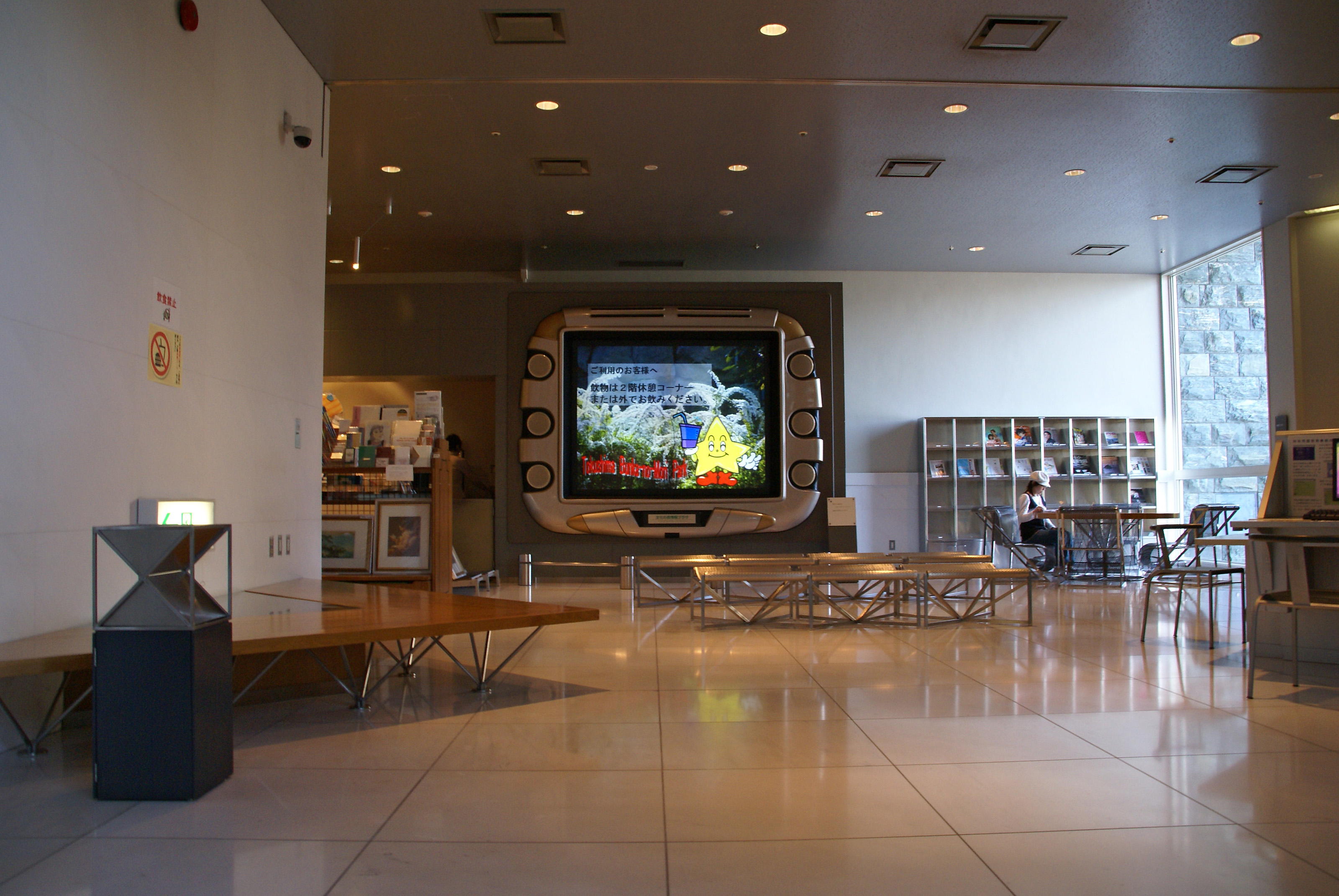
情報プラザ
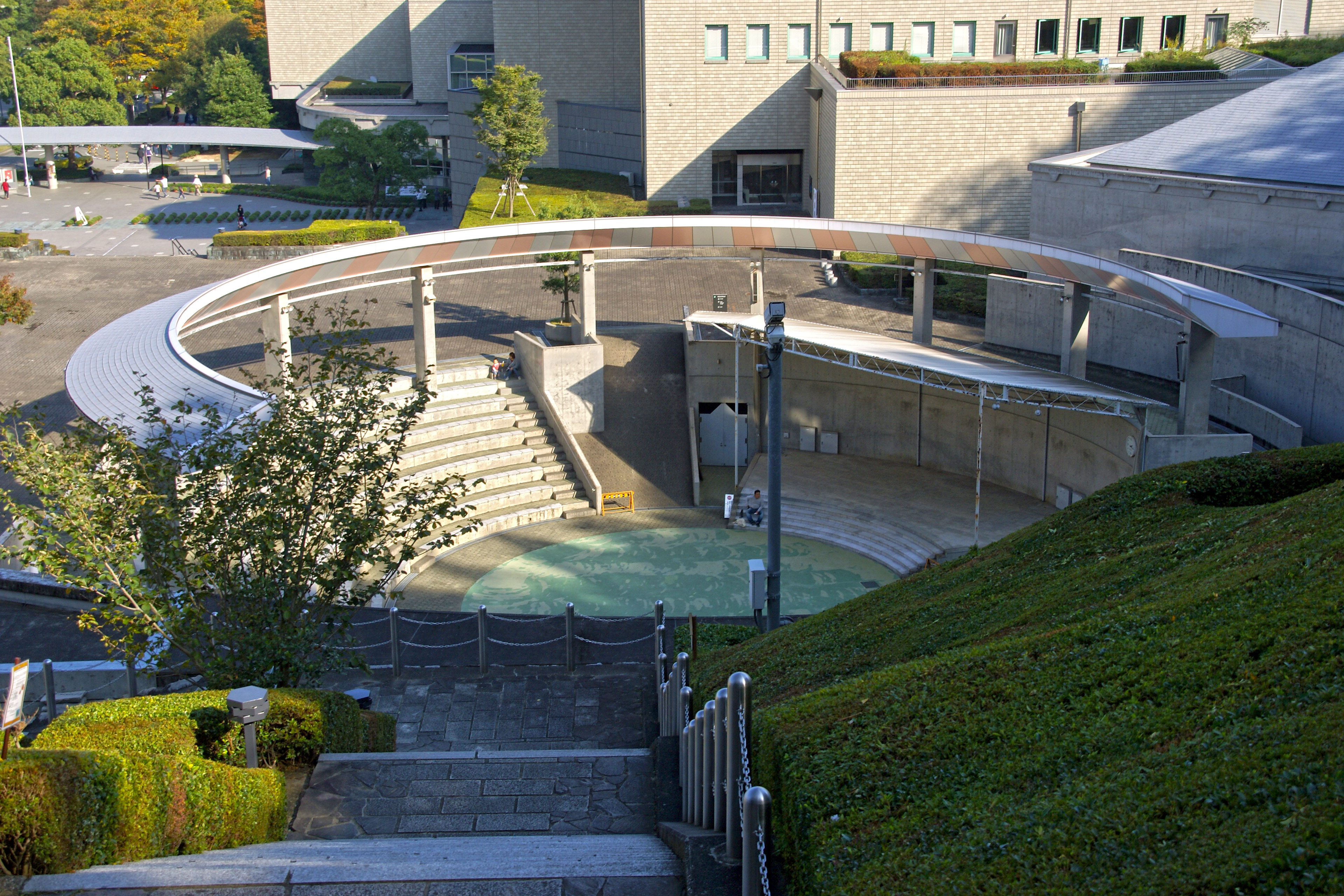
野外劇場

## 交通
- JR徳島駅から「文化の森」行き、またはバイパス経由「市原」行きバスに乗車し約25分、「文化の森」下車。

しらさぎ台、一宮、天の原、佐那河内方面行きバスに乗車し「園瀬橋」下車、徒歩約10分。
- JR徳島駅より牟岐線文化の森駅下車徒歩約35分、または「文化の森駅東」バス停から「市原」行きバスに乗車し「文化の森」下車。

（駅開業から長年当駅からのバス路線は運行されていなかったが、2016年4月より接続するバス停が設置されることになった。）

## 公園内その他の施設
- 徳島県立図書館
- 徳島県立文書館